# Eragrostis arenicola
Eragrostis arenicola är en gräsart som beskrevs av Charles Edward Hubbard. Eragrostis arenicola ingår i släktet kärleksgrässläktet, och familjen gräs. Inga underarter finns listade i Catalogue of Life.